# Botercrème

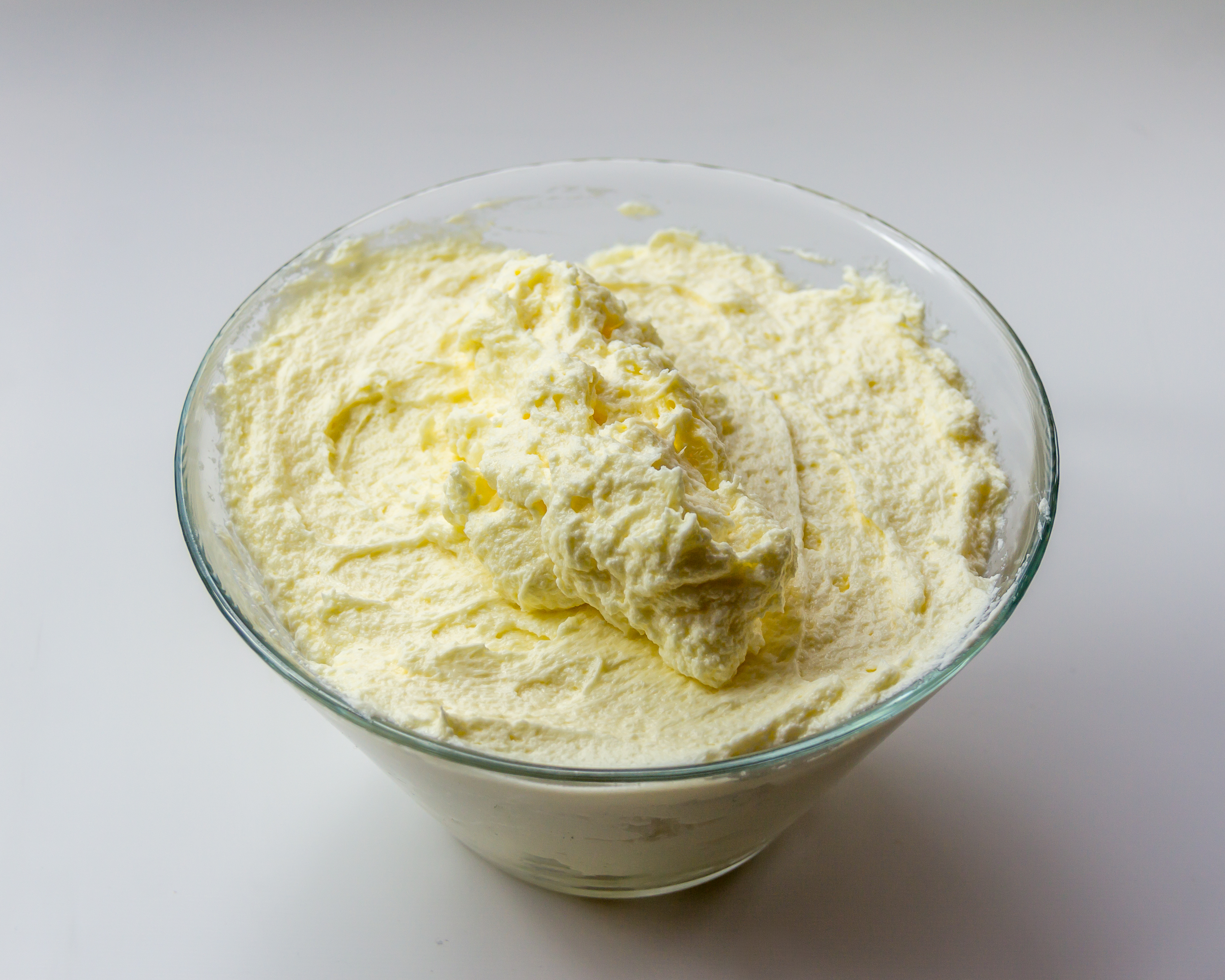

Botercrème is een product van luchtig geklopte boter, waaraan kristalsuiker wordt toegevoegd. Vaak wordt het op smaak gebracht met vanille. De botercrème wordt gebruikt om gebak te decoreren.
De boter wordt bij kamertemperatuur geklopt, zodat er lucht bij komt. Hiermee kan het volume worden verdubbeld. Als de botercrème aan te veel warmte wordt blootgesteld, smelt ze en verliest ze haar luchtigheid.
In Vlaanderen wordt ook wel de Franse term crème au beurre gebruikt.